# Гвіанські мангри
Гвіанські мангри (ідентифікатор WWF: NT1411) — неотропічний екорегіон мангрових лісів, розташований на півночі Гвіани.

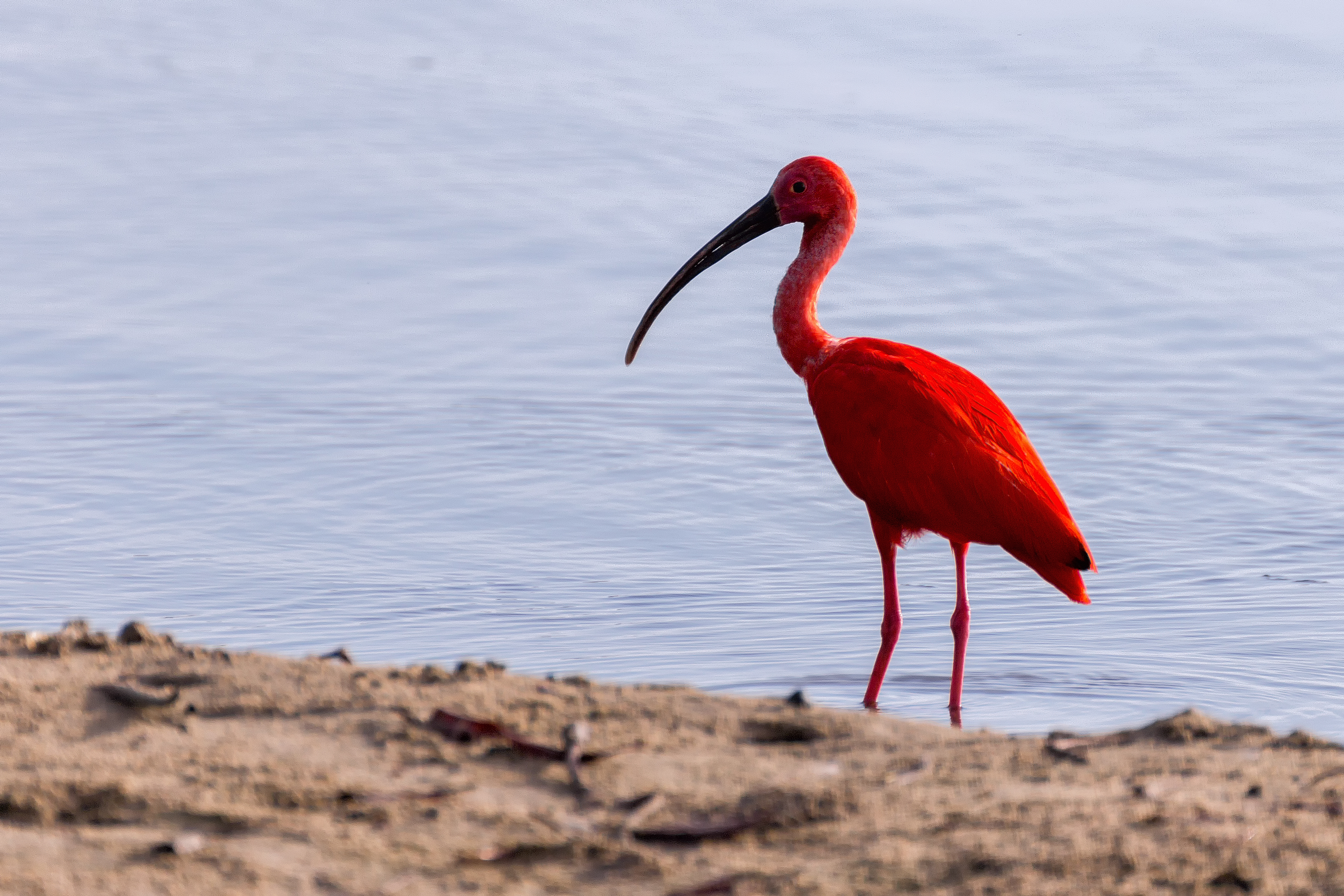
Червоний ібіс (Eudocimus ruber)

## Географія
Екорегіон гвіанських мангрів охоплює ділянки мангрових лісів, які простягаються на 1500 км вздовж узбережжя Атлантичного океану, від дельти Ориноко на північному сході Венесуели через територію Гаяни, Суринаму та Французької Гвіани до гирла річки Ояпок та мису Кабо-Оранж у бразильському штаті Амапа. Це один з найбільших мангрових екорегіонів у Південній Америці: його площа становить близько 14 500 км².
Гвіанські мангри переважно зустрічаються у заболочених гирлах річок та у прибережних лагунах, у районах, де припливно-відпливні коливання підтримують баланс прісної та солоної води, зокрема на узбережжі затоки Парія та у дельті річки Сан-Хуан. Більша частина мангрів екорегіону зосереджена у дельті Ориноко у Венесуелі.
Рельєф екорегіону представлений пласкими прибережними низовинами, висота яких не перевищує 4 м над рівнем моря. Уздовж узбережжя Гвіани зустрічаються піщані пляжі і дюни та підняті мулисті мілини. Вони утворюються з осадових порід, які постійно переносяться на північний захід від гирла Амазонки сильними океанічними течіями. З часом мулисті мілини перетворюються на глинисті мілини і колонізуються манграми. За рахунок постійного накопичення алювіальних відкладів прибережні низовини на північному заході екорегіону постійно ростуть, що призводить до утворення дуже нестабільного ландшафту. Так, у дельті Ориноко щороку відкладається 200 000 тон відкладів, завдяки чому вона просувається у напрямку океану зі швидкістю 40 м на рік. Лише за останнє століття її площа збільшилася на понад 1000 км².
Мангри екорегіону простягаються лише на кілька кілометрів вглиб від морського узбережжя. У внутрішніх районах на північному заході вони переходять у заболочені ліси дельти Ориноко та у Водно-болотні угіддя дельти Ориноко, а на південному сході — у вологі ліси Гвіани та у заболочені ліси Парамарибо.

## Клімат
В межах екорегіону переважає спекотний та вологий екваторіальний клімат (Af за класифікацією кліматів Кеппена) або мусонний клімат (Am за класифікацією Кеппена), однак через велику протяжність берегової лінії Гвіани показники клімату між різними частинами регіону можуть значно різнитися. Середньорічна кількість опадів коливається від 960 мм на узбережжі затоки Парія у Венесуелі до понад 3000 мм на узбережжі Суринаму, при чому у Венесуелі тривалість сухого сезону становить 4 місяці, а на крайньому південному сході він взагалі відсутній. У дельті Ориноко середньомісячна температура коливається від 25,4 до 27,2 °C.

## Флора
Рослинний покрив екорегіону представлений мангровими лісами, структура та видовий склад яких залежать від солоності води та ступеня затоплення територій. У більш солоних районах, особливо на південному сході, зустрічаються мішані насадження ризофор (Rhizophora spp.) та авіценній (Avicennia spp.), а на берегах річкових рукавів у дельтах, де більше відчувається вплив прісної води, поширені білі мангри (Laguncularia racemosa) та різні види ризофор (Rhizophora spp.). У вищих зонах екорегіону поширені ліси, основу яких складають авіценнії (Avicennia spp.), а у западинах, де найбільше відчувається морський вплив, зустрічаються заболочені луки. У деяких частинах екорегіону, зокрема у Лісовому заповіднику Гуарапіче на річці Сан-Хуан, мангрові ліси перемежовуються ділянками пальмових гаїв та прісноводних заболочених лісів.
У мангрових лісах, поширених в центральній частині дельти Ориноко, де морський вплив відчувається найсильніше, а солоність найвища, переважають червоні мангри (Rhizophora mangle), жовті мангри (Rhizophora harrisonii) та розгалужені мангри (Rhizophora racemosa). У торф'яних болотах, розташованих в нижній частині дельти, де морський вплив слабший, переважають насадження ризофор (Rhizophora spp.) та звивистих мавріцій (Mauritia flexuosa). В інших частинах дельти ризофорові мангри (Rhizophora spp.) перемежовуються ділянками заболочених лісів, основу яких складають криваві драконові дерева (Pterocarpus officinalis), кулясті симфонії (Symphonia globulifera), пальми асаї (Euterpe oleracea) та карибські королівські пальми (Roystonea oleracea). У внутрішній частині естуарія зустрічаються широкі пояси ризофорових мангрів (Rhizophora spp.). На підвищеннях ризофорові насадження (Rhizophora spp.) перемежовуються насадженнями авіценній (Avicennia spp.). Останні також утворюють чисті насадження. На мулистих ділянках ростуть криваві драконові дерева (Pterocarpus officinalis), кулясті симфонії (Symphonia globulifera) та авраамові дерева (Vitex spp.).
На сході екорегіону мангрові ліси часто перемежовуються ділянками заболочених лісів та луків. На прибережних заболочених луках переважають високі вологолюбні трав'янисті рослини, зокрема мінливі костуси (Costus arabicus), велетенські смикавці (Cyperus giganteus), звичайні водяні гіацинти (Pontederia crassipes), папугові геліконії (Heliconia psittacorum) та широкі геліконії (Heliconia latispatha), а також пальми, зокрема кубинські королівські пальми (Roystonea regia) та звивисті мавріції (Mauritia flexuosa). У заболочених лісах поширені криваві драконові дерева (Pterocarpus officinalis), кулясті симфонії (Symphonia globulifera) та водяні табебуї (Tabebuia fluviatilis), які виростають до 15-25 м заввишки, утворюючи один деревний ярус. Серед пальм, поширених у прибережній зоні, слід відзначити пальму асаї (Euterpe oleracea), звивисту мавріцію (Mauritia flexuosa) та звичайну манікарію (Manicaria saccifera).

## Фауна
Мангри екорегіону є важливим середовищем проживання для багатьох видів водоплавних та коловодних птахів. Він є місцем найбільшої концентрації перелітних неарктичних прибережних птахів у всій Південній Америці. Лише у венесуельській та суринамській частинах екорегіону зустрічається понад 118 видів птахів, зокрема понад 70 видів водоплавних птахів, чисельність яких може досягати 5 мільйонів особин. Прибережні птахи, незалежно від того, чи вони гніздяться чи зимують в регіоні, переважають за кількістю всіх інших представників фауни.
Серед птахів, поширених у мангрових лісах екорегіону, слід відзначити велику чепуру (Ardea alba), трибарвну чепуру (Egretta tricolor), блакитну чепуру (Egretta caerulea), мангрову чаплю (Butorides striata), чорногорлого квака (Nyctanassa violacea), червоного ібіса (Eudocimus ruber), гвіанського пастушка (Aramides axillaris), пастушка-тріскунця (Rallus longirostris), червонодзьобого свистача (Dendrocygna autumnalis), чорнодзьобого крячка (Gelochelidon nilotica), американського водоріза (Rynchops niger), мангрового кукліло (Coccyzus minor), прибережну агиртрію (Chrysuronia leucogaster), зеленогорлого колібрі-манго (Anthracothorax viridigula), гвіанського папугу-горобця (Forpus passerinus), золотистого пісняра-лісовика (Setophaga petechia) та мангрового тамаруго (Conirostrum bicolor). Серед мігруючих видів, що зимують на узбережжях Гвіани, слід відзначити короткодзьобого неголя (Limnodromus griseus), жовтоногого коловодника (Tringa flavipes) та строкатого коловодника (Tringa melanoleuca). Ендемічними або майже ендемічними представниками регіону є тринідадські ерміти (Phaethornis longuemareus), гвіанські добаші (Picumnus minutissimus), венесуельські добаші (Picumnus nigropunctatus) та мангрові дзьогани (Veniliornis sanguineus).
У мангрових лісах Гвіани зустрічається близько 50 видів ссавців, зокрема південноамериканські тапіри (Tapirus terrestris), ягуари (Panthera onca), великі мурахоїди (Myrmecophaga tridactyla), чубаті капуцини (Sapajus apella), гвіанські саймірі (Saimiri sciureus), бліді сакі (Pithecia pithecia), гвіанські ревуни (Alouatta macconnelli), ракуни-крабоїди (Procyon cancrivorus), майконги-крабоїди (Cerdocyon thous),  оцелоти (Leopardus pardalis), неотропічні видри (Lontra longicaudis), великі капібари (Hydrochoeris hydrochaeris) та низинні паки (Cuniculus paca). У лагуни регіону іноді запливають американські ламантини (Trichechus manatus), які живляться водною рослинністю.
Серед поширених в екорегіоні плазунів слід відзначити крокодилового каймана (Caiman crocodilus), звичайну ігуану (Iguana iguana), зелену анаконду (Eunectes murinus) та майже ендемічного мангрового полоза (Erythrolamprus cobella), а серед амфібій, які можуть виживати у засоленому середовищі, — дивовижну райку (Pseudis paradoxa) та 
звичайну піпу (Pipa pipa). На піщаних пляжах Гвіани відкладають яйця рідкісні морські черепахи, зокрема оливкові черепахи (Lepidochelys olivacea).

## Збереження
Значна частина мангрових лісів екорегіону залишається відносно незайманою. Основними загрозами для збереження природи регіону є вирубка мангрових лісів задля деревини, палива і танінів, які отримують з кори мангрових дерев, а також надмірний вилов риби та розвиток міської та туристичної інфраструктури.
Основними природоохоронними територіями екорегіону є Біосферний заповідник Дельта-дель-Ориноко, Національний парк Маріуса та Лісовий заповідник Сельва-дель-Гуарапіче у Венесуелі, Заповідна зона Шелл-Біч в Гаяні, Природний заповідник Коппенаме-Мондінг та Природний заповідник Віа-Віа в Суринамі, Природний заповідник Амана та Природний заповідник боліт Кау-Рура у Французькій Гвіані, а також Національний парк Кабо-Оранж в Бразилії.